# Manfred Schulze (Theologe)
Manfred Schulze (* 17. Januar 1945 in Grünendeich, Niedersachsen) ist ein evangelischer Theologe. Von 1993 bis zu seiner Emeritierung im Jahre 2009 war er Professor für Kirchengeschichte an der Kirchlichen Hochschule Wuppertal.

## Leben
Nach dem Abitur am Schiller-Gymnasium zu Hameln studierte Schulze zwischen 1966 und 1971 Evangelische Theologie in Bochum, Hamburg und in Tübingen, wo er seine Studien im Februar 1971 mit der Ersten evangelisch-theologischen Dienstprüfung abschloss. Anschließend war er Mitglied des Sonderforschungsbereichs Spätmittelalter und Reformation sowie Wissenschaftlicher Assistent Heiko A. Obermans am Lehrstuhl für Kirchengeschichte an der Eberhard Karls Universität Tübingen.
Dort promovierte Schulze 1981 über Von der Via Gregorii zur Via Reformationis. Der Streit um Augustin im späten Mittelalter. zum Doctor theologiae. Im Sommer 1988 habilitierte sich Manfred Schulze in Tübingen mit der Schrift Gottesdienst und Landeswohl: geistliche Reformpolitik sächsischer Fürsten vor der Reformation in Kirchengeschichte.
Schulze ist ein profunder Kenner der Theologen des Spätmittelalters, etwa des Philosophen und Augustinereremiten Gregor von Rimini (1300–1358) oder des Scholastikers Marsilius von Inghen († 1396), deren Werke Schulze kommentierte und edierte.
Weiterer Schwerpunkt seiner Forschungen ist die politischen Geschichte der Reformation.
Daneben ist Manfred Schulze Autor bedeutender Beiträge des BBKL, so zu Martin Luther und der Lexikonreihe Religion in Geschichte und Gegenwart, etwa zu Marsilius von Inghen, Johannes Tetzel und zum Thesenanschlag.

## Schriften (Auswahl)
- Fürsten und Reformation. Geistliche Reformpolitik weltlicher Fürsten vor der Reformation (= Spätmittelalter und Reformation, N.R. Bd. 2). Mohr, Tübingen 1991, ISBN 3-16-145738-2.
- Sternstunden und Abgründe der Christenheit. Neukirchener Verlag, Neukirchen-Vluyn 2008, ISBN 978-3-7887-2323-1.

Festschrift
- Patrik Mähling (Hrsg.): Orientierung für das Leben. Kirchliche Bildung und Politik in Spätmittelalter, Reformation und Neuzeit ; Festschrift für Manfred Schulze zum 65. Geburtstag (= Arbeiten zur historischen und systematischen Theologie, Bd. 13). Lit, Berlin/Münster 2010, ISBN 978-3-643-10092-4.